# Omar Acosta
Omar Acosta Domínguez (Caracas, Distrito Capital, Venezuela, 31 de octubre de 1964) es un flautista y compositor y venezolano-español. Con la flauta travesera promueve la música venezolana de vanguardia, así como la música clásica, el flamenco y las músicas del mundo.
Nominado a los Latin Grammy (2021), es compositor de música popular, de cámara y sinfónica, además de obras de flauta sola y acompañada; destaca el joropo popular para flauta "Solo de Pajarillo" o el "Concierto de Caja Flamenco y Orquesta"; también una adaptación para orquesta sinfónica y agrupación flamenca de la obra Suite Sevilla de Rafael Riqueni  (originalmente compuesta para dos guitarras) por encargo del Ballet Nacional de España.
Su música ha sido interpretada y grabada por diversos solistas, agrupaciones y orquesta: el flautista Sigenori Kudo, el cantante Aquiles Machado, el guitarrista Aquiles Báez, la flautista Kaori Fujii,  Ensamble Gurrufío, entre otros.
El Dúo Acosta-Ménem, Omar Acosta Trío, Venezolada y Terra Ensamble son algunos de los proyectos musicales a través de los cuales hace y difunde música venezolana, iberoamericana y universal.

## Biografía
Omar Acosta creció dentro de una familia de tradición de música popular, y así aprendió a tocar una diversidad de instrumentos: la guitarra, el acordeón, el órgano, además de los típicamente venezolanos: el cuatro, el arpa y la bandola. "(...)Además de que me gustaba, mi abuela me obligaba a estudiar música para poder salir a jugar. Lo de la lotería con la flauta fue cuando comencé a estudiar música 'en serio'." 
En el conocido Sistema Nacional de las Orquestas Juveniles e Infantiles de Venezuela obtuvo la formación académica formal; sin embargo, a la flauta llegó por casualidad: el procedimiento para hacerse con un instrumento en el Sistema era a través de unas listas de espera. El músico se apuntó a tres de éstas (violín, clarinete y flauta) pero no alcanzó a que le tocara ninguno. Por intermediación de su profesor logró estudiar el instrumento de viento inicialmente con una hecha de plástico. Dentro del Sistema también fue miembro de la Orquesta Nacional Juvenil de Venezuela.
Estudió armonía, flauta, contrapunto, orquestación, formas musicales, composición, entre otras materias alusivas al mundo musical, en diversos conservatorios de Venezuela.
A los 17 años ganó su primer puesto de flautista en la Orquesta Sinfónica Simón Bolívar (1981-1988) y la Orquesta Sinfónica Venezuela (1991-1996), ambas en su país natal. 
Se mantuvo en el mundo sinfónico a lo largo de dos décadas como miembro o invitado solista en una diversidad de formaciones orquestales.
En 1998 se trasladó a la ciudad de Madrid, España. De músico académico-popular, pasó a experimentar con otros géneros provenientes del otro lado del océano Atlántico, como el flamenco, y tocó para compañías de danza y flamenco. Joaquín Cortés, Lola Greco, Cristóbal Reyes, los hermanos Los Vivanco, etc, son algunos de los nombres con los cuales compartió escenarios.
Entre 2012 y 2016 fue flautista y director musical del Ballet Nacional de España.
Formó parte de la agrupación camerística Dúo Acosta-Ávila (junto a la arpista Zoraida Ávila), Kamerata Flamenca (flamenco de Cámara), Kotebel (música progresiva), Ensamble Tierra de Gracia (música venezolana), Terra Ensamble (música y danzas del mundo) y, más recientemente, el Dúo Acosta-Ménem (flauta/cuatro y guitarra/violonchelo en compañía del músico argentino Sergio Ménem), Omar Acosta & Venezolada (ensamble de varios músicos venezolanos) y Omar Acosta Trío (con el mismo Ménem, el percusionista Carlos Franco, además del flautista), con las cuales ha hecho música clásica, contemporánea y latinoamericana, además de jazz y músicas del mundo.

## Galardones
- 2021 - Nominado al Latin GRAMMY en la categoría de mejor álbum instrumental[2] por “Entretiempo y tiempo” (2020), proyecto realizado junto al músico argentino Sergio Menem.
- 2017 - Global Music Awards: Medalla de Plata-Logro sobresaliente para Omar Acosta Trío.[7]
- 2008-2009 - III Concurso de Amadeus de composición coral. Premio "mejor obra para tema extremeño" por su obra "Sibarita".[8]

## Discografía[9]
- 2020: Entretiempo y tiempo (nominado en el renglón de álbum de música instrumental en los premios Grammy Latinos 2021 junto al guitarrista argentino Sergio Menem, música propia para flauta y guitarra)
- 2017: Latitud. (Omar Acosta trío)

- 2010: Entre Dos Mundos. Omar Acosta y Terra Ensamble.[10]
- 2008: Sola. Omar Acosta. Música propia para flauta.

- 2007: Paisaje Sonoro de Venezuela. Ensamble Tierra de Gracia.
- 1999: Son como son. (Omar Acosta trío)
- 1997: La Revuelta. Signos de Postmodernidad. Omar Acosta y Juan Francisco Sans. Música para flauta y piano de compositores académicos venezolanos.
- 1993: Venezolada. Omar Acosta Ensamble.[11]